# Římskokatolická farnost Smidary
Římskokatolická farnost Smidary je územním společenstvím římských katolíků v rámci jičínského vikariátu královéhradecké diecéze.

## O farnosti

### Historie
Původní smidarský kostel měl neznámé patrocinium, od třicetileté války je zasvěcen Stanislavu Krakovskému, polskému biskupu a mučedníkovi. V roce 1749 kostel vyhořel, jeho původní stavba byla stržena a na jejím místě byl postaven zcela nový kostel v barokním stylu. Fara byla postavena v roce 1795.
Ve farnosti Smidary se narodili:
R.D. František Houdek, děkan (*14. dubna 1884 Smidary - † 30. dubna 1963 Ronov n. D.)  Hrochově Týnci a Ronově nad Doubravou
R.D. Jan Havelka, farář (*10. května 1887 Smidary - † 12. května 1942 Německý Brod), farář v Lipnici nad Sázavou, umučen gestapem
R.D. František Tyl (*26. října 1887 Smidary - † 1969), vysvěcen 12.7.1914

### Současnost
Farnost je administrována ex currendo z Nového Bydžova.
| Kostel                     | Místo           | Bohoslužba             | Bohoslužba                | Poznámka        |
| -------------------------- | --------------- | ---------------------- | ------------------------- | --------------- |
| Kostel svatého Jiří        | Loučná Hora     | neslouží se pravidelně | neslouží se pravidelně    | filiální kostel |
| Kostel svaté Anny          | Skřivany        | lichá neděle           | 11.15                     | filiální kostel |
| Kaple Panny Marie Bolestné | Smidarská Lhota | lichá sobota           | 15.00 v zimě 17.00 v létě | obecní kaple    |
| Kostel svatého Stanislava  | Smidary         | neslouží se pravidelně | neslouží se pravidelně    | farní kostel    |